# Jan van Hout (wielrenner)
Johannes Franciscus (Jan) van Hout (Valkenburg, 17 oktober 1908 - Neuengamme, 22 februari 1945) was een Nederlands wielrenner en verzetsstrijder tijdens de Tweede Wereldoorlog.
Van Hout was wielerprof van 1932 tot 1940. Op 25 augustus 1933 reed hij op de baan van Roermond een werelduurrecord van 44,588 kilometer. De onttroonde recordhouder Oscar Egg reisde vervolgens af naar Roermond om de baan op te meten, en "ontdekte" dat Van Hout per ronde 3,45 meter minder zou hebben gereden dan gedacht. Later bleek dat Egg onder de blauwe lijn had gemeten en dat Van Hout inderdaad de aangegeven afstand had afgelegd. Toen hij eerherstel kreeg, had Maurice Richard in Sint-Truiden echter een nieuw record gereden. Op de meeste recordlijsten ontbreekt de naam van Jan van Hout, omdat de Nederlandse Wielren Unie verzuimd had de papieren op te sturen naar de UCI.
Van Hout verdiende goed als zesdaagserenner en kocht een café in Eindhoven. Toen in mei 1940 de Duitsers het land binnenvielen, sloot hij de zaak. Hij was een principieel antinazi, en wilde niet voor de bezetter tappen. Daarna gingen hij en zijn vrouw Anneke (1916-2012) in het verzet. Ze waren onder meer betrokken bij hulp aan onderduikers. Enkele maanden voor de bevrijding werd Jan van Hout bij een razzia gearresteerd en overgebracht naar het concentratiekamp Neuengamme. Er wordt wel beweerd dat een andere wielrenner, Cor Wals, daar als bewaker aanwezig was en het speciaal op Van Hout gemunt had. Jan van Hout stierf in Neuengamme door de ontberingen in februari 1945 op 36-jarige leeftijd. Jaren na de oorlog kwam zijn naam opnieuw groot in het nieuws, toen bekend werd dat zijn weduwe en Wals een relatie hadden.
Op 15 mei 2006 werd in Valkenburg een monument voor Van Hout onthuld. Een van de initiatiefnemers voor het oprichten van de gedenkzuil op de Cauberg was sportverslaggever Bennie Ceulen. De onthulling werd verricht door Van Houts weduwe en Bernard Hinault.

## Erelijst
1933 - Werelduurrecord